# Natriumstibogluconat
Natriumstibogluconat ist ein Arzneistoff, der in der Behandlung von Leishmaniose eingesetzt wird. Es wurde 1988 in die Liste der unentbehrlichen Arzneimittel der Weltgesundheitsorganisation aufgenommen.

## Struktur
Die Struktur des vorliegenden Antimon(V)-Komplexes konnte lange Zeit nicht aufgeklärt werden. Untersuchungen mit aktuellen analytischen Methoden legen nahe, dass Natriumstibogluconat als Gemisch verschiedener oligomerer Strukturen vorliegt, wobei sich die Zusammensetzung im Festkörper von der in Lösung unterscheidet.

## Medizinische Aspekte
Natriumstibogluconat findet Verwendung bei der Behandlung von verschiedenen Formen der Leishmaniose, nämlich der viszeralen Leishmaniose, der mukokutanen, der diffusen kutanen, der disseminierten und der entstellenden kutanen Leishmaniose. Meist wird dabei eine sich nach Typ unterscheidende Dosierung über ca. 30 Tage hinweg gewählt, die auch mit anderen Präparaten wie Allopurinol kombiniert werden kann. Die Wirksamkeit dieser Kombination ist aber umstritten.

## Handelsnamen
- Pentostam (GlaxoSmithKline)
- Lenocta